# 라쇼드퐁역
라쇼드퐁역(독일어: Gare de La Chaux-de-Fonds)은 스위스 뇌샤텔주의 라쇼드퐁을 연결한다.
1857년에 문을 연 역은 스위스 연방 철도가 소유 및 운영한다. 이는 프랑스의 모르토 (르로클 – 꼴 데 로슈 경유), 뇌샤텔 및 빌/비엔의 3개의 스위스 연방 철도 표준궤 노선 사이의 교차점을 형성한다.
역은 또한 2개의 미터궤 노선과 교환을 제공한다. 쥐라철도(CJ) 노선에서 글로벨리에까지, 대중교통 뇌샤텔루아선에서 레 퐁 드 마르텔까지.

## 역사
1857년 7월 2일 라쇼드퐁-뇌샤텔 철도의 라쇼드퐁-르로클 구간의 나머지 구간과 함께 1857년 7월 2일에 개통되었다. 이 철도는 뇌샤텔 쥐라 시계 계곡의 시계 제조 산업과 뇌샤텔주의 주도를 연결하기 위해 쥐라 공업사에서 건설했다.

## 위치
라쇼드퐁역은 도시 중심부의 역 광장에 위치해 있다.

## 운행편
다음 서비스는 라쇼드퐁에서 정차한다.
- 인터레기오 / 레기오익스프레스 : 뇌샤텔까지 30분 간격 운행, 베른까지 1시간 간격 운행.
- 레기오익스프레스 / 레기오 :
  - 르로클까지 시간당 두 대의 기차가 있다.
  - 빌/비엔까지 시간당 두 대의 열차가 있다.
- TER : 모르토 또는 브장송-비요트 행 간헐적 운행.
- 레기오:
  - 글로벨리에까지 매시간 서비스.
  - 레퐁드마르텔까지 매시간 운행.

## 같이 보기
- 스위스의 철도